# Syllepte incomptalis
Syllepte incomptalis is een vlinder van de familie van de grasmotten (Crambidae). De wetenschappelijke naam van deze soort is voor het eerst voorgesteld door Jacob Hübner in een publicatie uit 1821.
De soort komt voor in Mexico en Suriname.